# Angelópolis
Angelópolis là một khu tự quản thuộc tỉnh Antioquia, Colombia. Thủ phủ của khu tự quản Angelópolis đóng tại Angelópolis Khu tự quản Angelópolis có diện tích 86 ki lô mét vuông. Đến thời điểm ngày 28 tháng 5 năm 2005, Angelópolis có dân số 5672 người.